# Wilhelm Schlenk
Wilhelm Johann Schlenk, född 22 mars 1879 i München, död 29 april 1943 i Tübingen, var en tysk kemist.
Schlenk studerade i München för Adolf von Baeyer, blev filosofie doktor 1905, 1910 docent där, 1913 extra ordinarie professor i Jena samt 1916 ordinarie professor vid Wiens universitet och 1921 vid Berlins universitet, där han efterträdde Hermann Emil Fischer. Schlenk kom sedermera att ta avstånd från den tyska naziregimen och förflyttades av denna anledning 1935 till en professur i Tübingen.
Schlenk utförde många värdefulla experimentella arbeten ì organisk kemi. Viktigast är hans undersökningar angående trifenylmetyl och andra ämnen, i vilka trevärt kol förekommer; han utvidgade därmed väsentligen Ernst Otto Beckmanns och Moses Gombergs grundläggande upptäckter. Teoretiskt betydelsefull är den av Schlenk funna förmågan hos derivat av trevärt kol att addera alkalimetaller. Vidare påvisade han förekomsten av trevärda kolatomer i vissa aromatiska ketoners reaktionsprodukter med alkalimetaller. Bland hans senare rön kan nämnas framställningen av pentafenyletyl (1922). Han invaldes som ledamot av Vetenskapssocieteten i Uppsala 1922.